# Aplectrum hyemale
Aplectrum hyemale – gatunek rośliny z monotypowego rodzaju Aplectrum z rodziny storczykowatych (Orchidaceae). Rośliny występują w lasach liściastych nad brzegami strumieni i terenami zalewowymi, sporadycznie na bagnach. Liście rozwijają się jesienią, utrzymują się w zimie i więdną podczas kwitnienia na wiosnę. Zazwyczaj są obecne dwie bulwocebule, jedna z bieżącego roku, a druga z poprzedniego.
Pasta z przemacerowanych bulwocebul sporządzana była przez rdzennych Amerykanów i używana jako okład. Była też czasem stosowana do naprawiania stłuczonej porcelany. Pojedyncze bulwocebule były także wykorzystywane przy przepowiadaniu przyszłości w południowo-wschodnich stanach USA.
Rośliny występują w dwóch kanadyjskich prowincjach Ontario i Quebec oraz w kilkunastu wschodnich stanach USA: Illinois, Iowa, Kansas, Minnesota, Missouri, Oklahoma, Wisconsin, Connecticut, Indiana, Massachusetts, Michigan, New Jersey, Nowy Jork, Ohio, Pensylwania, Vermont, Wirginia Zachodnia, Alabama Arkansas, Delaware, Waszyngton, Georgia, Kentucky, Maryland, Karolina Północna, Karolina Południowa, Tennessee oraz Wirginia.

## Morfologia
Smukłe rośliny naziemne. Dwie bulwocebule, kuliste, połączone kłączem, z kilkoma mięsistymi, białymi korzeniami. Liść pojedynczy, składany i eliptyczny, zielony z białym użyłkowaniem. Kwiatostan boczny i wydłużony, z dużą liczbą kwiatów. Kwiaty bez ostrogi czy bródki. Listki okwiatu lancetowate, rozpostarte. Warżka trójklapowa, z trzema mięsistymi garbami u nasady. Prętosłup wydłużony, pollinarium z czterema pyłkowinami.

## Systematyka
Gatunek sklasyfikowany do plemienia Calypsoeae z podrodziny epidendronowych (Epidendroideae) w rodzinie storczykowatych (Orchidaceae), rząd szparagowce (Asparagales) w obrębie roślin jednoliściennych.